# Barok
Barok (tal. barocco, španj. i port. barroco/berrucco, engl., franc. baroque, njem. Barock) razdoblje je u glazbi, književnosti i likovnoj umjetnosti koje se nastavlja na renesansu, razvija u rokoko i traje do pojave klasicizma u drugoj polovici 18. stoljeća. U katoličkim zemljama to je pokret katoličke obnove (protureformacija). Ime potječe od portugalske riječi barocco koja označava biser nepravilna oblika, tvorevinu bolesne školjke, a u svezi s renesansom koja se smatrala „savršenim biserom”.
Glavne su značajke u likovnoj umjetnosti razigranost masa, monumentalnost prostornih koncepcija, naglašeni iluzionizam i povezivanje arhitekture, skulpture i slikarstva. Barok se javio u Italiji i vezan je za grad Rim (G. L. Bernini, F. Borromini, Vignola, C. Maderno, G. della Porta, D. Fontana); u Francuskoj (J. Hardouin-Mansart, A. Le Nôtre), u Engleskoj (Ch. Wren); u Njemačkoj i Austriji (J. B. Fisher von Erlach, D. Pöppelmann, B. Neumann, Y. Prandtauer), te u Španjolskoj (J. Churriguera).

## Nastanak i povijest
Barok nastaje u Rimu koji je bio središte sakralnog slikarstva i arhitekture, ali ubrzo postaje opći umjetnički pokret u svim europskim zemljama, utemeljen u različitim sustavima društva, od apsolutističke monarhije (jačanje protureformacije) do protestantskih građanskih društava. Matematika, astronomija i fizika dokazuju da u prirodi i u svemiru ne vladaju ni slučaj ni neizvjesnost, nego strogi i vječiti zakoni, koji se mogu pročitati i jasno izraziti matematičkim formulama (prije svega zahvaljujući Johannesu Kepleru i Isaacu Newtonu). Svaki dan se otkriva kako je svijet veći i raznovrsniji; jedino pravilo koje važi je "stalna promjena", sigurni dinamizam, za razliku od mirnoće renesanse i nesigurnosti manirizma. Otkrivajući savršenstvo tog mehanizma svemira koji radi točno i nepogrešivo "kao sat" ljudi se dive njegovom tvorcu – Bogu i odaju mu počast kroz blještavu, obilatu umjetnost punu samopouzdanja.
Luther i Calvin prekinuli su univerzalnost vjerskog osjećaja srednjeg vijeka. Svaki je čovjek sada trebao sam za sebe odlučiti koji mu je od mnogih novih propovjednika spasenje najbolje jamčio za sreću u budućem životu, i uskoro su se svi borili među sobom za prevlast nad dušama milijuna (katolici, luterani, kalvinisti, baptisti, anabaptisti i 20-ak drugih sekti). Za vrijeme tih raspravljanja nastalo je doba borbe kao što ga je svijet rijetko kada vidio (Tridesetogodišnji rat). Europa je pretvorena u bojno polje.
1648. godine prihvaćen je zakon koji je davao pravo svakom vladaru da svoj naročiti oblik vjere nametne svim svojim podanicima, ne osvrćući se na želje većine. Europa je podjeljena na bezbroj malih kneževina od kojih je svaka imala svoju vlastitu vjeru i bila zakleti neprijatelj svih svojih susjeda koji se u tome nisu s njome slagali (borbena crkva – ecclesia militans). Još jedan borac za vlast jest dinastička država. Na čelo protureformacije dolazi Španjolska.
Isusovci su bili ti koji su ulagali u barokne crkve. Prvi se put koristi uljano slikarstvo, pronađeno u Flandriji. Otvorena je nizozemska slikarska škola - Van Dyck. U glazbi prevladava "vatreno" i bučno. U književnosti barok je spoj kićenosti u izrazu (marinizam) i crkvenih tema o smrti i prolaznosti.
Otkrićem novih pomorskih putova prema istoku, a naročito otkrićem Amerike, ekonomski se centri Europe premještaju s obala Sredozemnog mora na obale Atlantskog oceana. Moćni trgovački gradovi Italije, ustupaju mjesta novim trgovačkim i pomorskim silama, kao što su Španjolska, Nizozemska, Francuska i Engleska. Slabljenje sredozemnih gradova izazvalo je znatne promjene u političkoj i društvenoj strukturi Zapadne Europe. Papinska se moć smanjila, iz čega slijedi pojava reformacije u Njemačkoj i Engleskoj. S ekonomskim centrima mijenjaju se i umjetnički centri. Slikarstvo i arhitektura baroka nastaju u Italiji, dok će vodstvo u likovnom stvaranju preuzeti nove sile.

## Barok u glazbi
Pod pojmom barokne glazbe podrazumijevamo djela nastala u razdoblju baroka, dakle u 17. i u prvoj polovici 18. st. To se glazbeno razdoblje ne može točno omeđiti kao određen vremenski period, jer je barok nastao nastavljajući se na renesansu, a nestao pojavom rokokoa i klasicizma u drugoj polovici 18. st. kad se javila snažna potreba za novim glazbenim stilom. Barokni stil se često ispreplitao s gore navedenim, pa zato njegovo razdoblje možemo samo približno odrediti vremenskim granicama.
U europskoj glazbi razdoblje polifone (instrumentalne i vokalne) glazbe obilježene kićenošću, uresima i kontrastima te razvojem harmonijskog sloga. Može se govoriti o sjevernom (germanskom) i južnom (mediteranskom) glazbenom baroku. U sjevernom je težište bilo na instrumentalnim (preludij, tokata, fuga, šakona, suita) i vokalno-instrumentalnim vrstama (motet, kantata, misa, pasija, oratorij), a u južnom na vokalno-instrumentalnima (opera) i koncertantnima (koncerti, sonate). Zajednička obilježja su im motoričnost ritamsko-metričke strukture, generalbas (continuo), nagli dinamički prijelazi (terasasta dinamika), imitacijsko načelo oblikovanja, koncertantni i varijacijski postupak tematske obrade, pretežna monotematičnost, a posebna obilježja prevlast kromatskog sloga u sjevernom, nasuprot dijatonskom uz znatno ornamentiranje melodije u južnom krilu.
Od glazbenih instrumenata na prvom su mjestu violina, čembalo i orgulje, upotrebljavane solistički ili u komornim i orkestralnim sastavima. Od glazbenih vrsta posebno ga obilježavaju opere, oratoriji, pasije i kantate na vokalno-instrumentalnom području, a solistički i orkestralni koncerti (concerto grosso), trio-sonate i solo sonate, suite, preludiji i tokate na instrumentalnom području, te osobito fuga, po kojoj se, zbog izrazite prevlasti njezina oblika, barok u glazbi katkad naziva i epohom fuge. Najistaknutiji stvaraoci glazbe u eri baroka bili su Claudio Monteverdi, Alessandro Scarlatti, Jean-Baptiste Lully, Jean-Philippe Rameau i Henry Purcell (opera), zatim Heinrich Schütz, Giacomo Carissimi, Georg Friedrich Händel i Johann Sebastian Bach (oratorij i pasija), pa Arcangelo Corelli, Girolamo Frescobaldi, Antonio Vivaldi, Giuseppe Tartini, Domenico Scarlatti, François Couperin, Georg Philipp Telemann i Johann Sebastian Bach (instrumentalne vrste).

### Skladatelji i primjeri
- Claudio Monteverdi (1567. – 1643.) Marijanska večernja (Vespro della Beata Vergine) (1610.)
- Heinrich Schütz (1585. – 1672.), Symphoniae sacrae (1629., 1647., 1650.)
- Jean-Baptiste Lully (1632. – 1687.) Armida (1686.)
- Johann Pachelbel (1653. – 1706.), Kanon u D-duru (1680.)
- Arcangelo Corelli (1653. – 1713.), 12 velikih koncerata, op. 6
- Henry Purcell (1659. – 1695.) Didona i Eneja (1687.)
- Tomaso Albinoni (1671. – 1751.), Sonata za trubu, gudače i continuo
- Antonio Vivaldi (1678. – 1741.), Četiri godišnja doba (1723.)
- Jean-Philippe Rameau (1683. – 1764.) Dardan (1739.)
- Georg Friedrich Händel (1685. – 1759.), Glazba na vodi (1717.)
- Domenico Scarlatti (1685. – 1757.), Sonate za čembalo
- Johann Sebastian Bach (1685. – 1750.), Brandenburški koncerti (1721.)
- Georg Philipp Telemann (1681. – 1767.), Sudnji dan (1762.)
- Giovanni Battista Pergolesi (1710. – 1734.), Stabat Mater (1736.)

## Barokni grad
Barokni grad temeljen je na vojnoj logici i ostvaren je u zrakastom (radijalnom) planu (Pariški L'Etoile = zvijezda, npr. Karlovac), obično osmerokutu sa širokim avenijama (Champs Elysées, u Parizu = moć bogatih u kočijama). Grad se širi oko četvrtastih ili kružnih trgova okruženih višekatnicama s neurednim začeljima.
Trgovi su glavni element baroknog urbanizma, uglavnom su zatvoreni, eliptičnog tlocrta, dinamiziranog prostora, organizirani pomoću vertikalnih akcenata (stupovi, obelisk, fontane – Berninijeva Piazza Navona, Rim). Najpoznatiji je svakako Trg sv. Petra Berninija, iz 1657. g. To je ovalni trg s četverostrukom kolonadom sa strane i otvorenom ulicom nasuprot fasade Sv. Petra. S obje strane obeliska u centru trga nalaze se dvije fontane. Kolonada stupova ima dvojnu funkciju: omeđuje trg, a ujedno ga ipak ostavlja pristupačnim. Postignuta je ravnoteža zatvorenosti i otvorenosti prostora.

## Arhitektura baroka
Arhitektura u Baroku je krajnje dinamizirana. U crkvenom graditeljstvu teži se što većim efektima, ostvaruju se nova prostorna rješenja od kojih uglavnom prevladava centralni tip tlocrta naglašen kupolom. Pročelja su uznemirena i bogata nišama, stupovima, volutama, a prepoznatljivi elementi su oval (elipsa), konkavnost – konveksnost (udubljeno, ispupčeno) i opća razigranost masa.
U kraljevskim rezidencijama i palačama prevladava stroga simetrija građevina i parkova (Npr. Versailles). U gradovima se drvene kuće zamjenjuju zidanima, a gradske i seoske crkve grade se u baroknim oblicima.
Širenje baroka i stvaranje specifičnih stilskih inačica u pojedinim zemljama podudara se s intenzivnom izgradnjom koju su pokrenuli protureformacija i apsolutistički vladari. Misionari kolonizatori prenijeli su ga u zemlje Srednje i Južne Amerike (churriguerizam u Meksiku). U crkvenom graditeljstvu teži se za što većim efektima, ostvaruju se nova prostorna rješenja, uglavnom prevladava centralni tip tlocrta naglašen kupolom, nemirna pročelja bogata nišama, stupovima, volutama i sl. te uporaba monumentalnih kolonada (kolonada pred bazilikom svetoga Petra u Rimu). U kraljevskim rezidencijama i palačama vlada stroga simetrija građevina i parkova (Dvorac Versailles). Urbanistička rješenja gradova imaju radijalni raspored ulica. U to se doba i u gradićima drvene kuće zamjenjuju zidanima. Gradske i seoske crkve grade se u baroknim oblicima. Često se gotičke crkve barokiziraju pregradnjama svodova, pročelja i dodavanjem lukovičastih kapa na zvonike, a u unutrašnjosti se postavljaju mramorni barokni oltar, propovjedaonice i dr.
Raskošni se barokni duh pokazuje u bogato urešenoj unutrašnjosti građevine na zidnim slikama, reljefnim štuko ukrasima, punoj plastici, skupocjenom pokućstvu i ukrasnim detaljima te predmetima crkvene liturgije (ciborij, kalež, pokaznica, antependiji i dr.).
U Hrvatskoj se grade (ili pregrađuju stare) brojne crkve koje podižu pretežito isusovci (Lepoglava, Belec, Trški vrh, Varaždin, Zagreb, Dubrovnik); dvorci (Eltz u Vukovaru i brojni dvorci u Hrvatskom zagorju); palače (Vojković-Oršić-Rauch u Zagrebu, Patačić u Varaždinu); kanoničke kurije (na Kaptolu u Zagrebu); gradske lože (Hvar, Labin) i dr. Među slikarima ističu se (M. Ponzoni-Pončun, I. Ranger, T. Kokolja, F. Benković i minijaturist B. Razmilović). Skulpture se pretežito uvoze iz Italije i Austrije ali ima i domaćih kipara (T. Jurjević, F. Bakotić, P. Nakić).

## Barokno kiparstvo
U kiparstvu dominiraju razigrani pokreti, smiona kiparska rješenja i naturalizam. Glavni predstavnik barokne skulpture u Italiji je Gian Lorenzo Bernini.  U skulpturi dominiraju razigrani pokreti, smiona kiparska rješenja i naturalizam. Gl. predstavnici barokne skulpture u Italiji jesu G. L. Bernini, S. Moderno, F. Borromini, A. Algardi, u Francuskoj P. Puget, J. B. Pigalle, E. M. Girardon, u flamanskom i holadnskom kiparstvu H. de Keyser, A. Quellinus, a u Austriji i Njemačkoj J. R. Donner, A. Schlüter.

## Barokno slikarstvo
U slikarstvu su karakteristične jake boje, snažni svjetlosni kontrasti i iluzija dubokog prostora koja se dobiva primjenom radikalnih perspektivnih rješenja. Tematski prevladavaju sakralne i mitološke kompozicije u kojima se isprepliću religiozno patetični zanos i senzualnost putenih golih aktova. Krajolici i mrtve prirode postaju samostalne slikarske teme, a u nekim se grafikama postiže savršenstvo likovnog izraza.
Među najpoznatijim baroknim slikarima u Italiji su Caravaggio, obitelj Carracci, G. B. Tiepolo, G. B. Piazzetta, F. Guardi, A. Pozzo, F. Benković, u Francuskoj obitelj Le Nain, J. Callot, N. Poussin, C. Lorain, P. Mignard, A. Watteaux, u Španjolskoj D. Velázquez, B. E. Murillo, F. de Zurbarán, J. Ribera, u holanskom i flamanskom slikarstvu (Rembrandt, F. Hals, M. Hobbema, P. P. Rubens, A. van Dyck, J. Vermeer van Delft); u Njemačkoj i Austriji obitelj Asam, A. Elsheimer, M. Rottmayr, a u Engleskoj J. Reynolds, W. Hogarth, Th. Gainsborough. Krajolici i mrtve prirode postaju samostalne slikarske teme, a u nekim se grafikama postiže savršenstvo lik. izraza (Rembrandt, J. Callot).

## Barok u književnosti
Taj stil obilježen je gustom uporabom figura, naglašenom sklonošću stilskih efekata. Koriste stilska sredstva poput bujne metafore, kontrasta, paradoksa i hiperbola, a popularna stilska figura je i končeto (concetto) – spajanje naizgled nespojivih pojmova da bi se postigla duhovitost. Najčešći oblici končeta su antiteza, paradoks i hiperbola. Pokazuje sklonost prema pisanju melodrama i opera, a značajne promjene se događaju i u epskom pjesništvu gdje se pisci počinju zanimati za povijesne teme (Torquato Tasso – Oslobođeni Jeruzalem i Ivan Gundulić – Osman).
Najznačajniji književnici jesu Giambattista Marino, pjesnik talijanskog pravca i začetnik pravca koji je po njemu nazvan marinizam. Napisao je mitološki spjev od 45 000 stihova Adonis. Glavni predstavnik španjolskog baroka je Pedro Calderon de la Barca, koji je poznat po pisanju kazališnih komada, od kojih mu je najznačajnija svjetovna drama Život je san. Torquato Tasso je talijanski pjesnik kasne renesanse, ali njegovo najznačajnije djelo je barokni ep Oslobođeni Jeruzalem. Gongora je isto tako poznati španjolski barokni pjesnik, jedan od glavnih predstavnika kulteranizma, odn. gongorizma.

## Barok u hrvatskoj književnosti
U 17. st. Dalmacija je pod Mlecima (osim Dubrovačke Republike), Turci su zauzeli Slavoniju, a preostali dio drže Habsburgovci. Jedino je mali dio slobodan uz Dubrovačku Republiku. Barokno razdoblje je vrhunac stvaranja u Dubrovniku, tj. da je Dubrovnik centar književnog razvoja. 
Ono što je novo u baroku jest da nije koncentriran na dalmatinsko područje, književnici međusobno razmjenjuju iskustva i surađuju. Hrvatski barok se razvija na 4 područja: Dubrovnik, Dalmacija, Banska Hrvatska i Slavonija (tek od 1700. god. kad je oslobođena od Turaka). 
Pod utjecajem Dubrovnika, počinje se izdvajati štokavsko narječje, s tim da se nameće štokavska ikavica pod utjecajem Slavonije i dalmatinskih gradova. U baroku se počinje govoriti o jeziku, jezikoslovci postaju biti značajni (1604. Bartol Kašić izdaje «Hvatsku gramatiku» i postavlja temelje hrvatskog jezika). 
I u 18. stoljeću u Hrvatskoj ima pjesnika koji stvaraju baroknim stilom, za njih kažemo da su zakašnjeli barokni pjesnici.

Književne vrste koje se razvijaju u baroku su: 
- Lirika –  Prvi predstavnik baroka u lirici bio je Dubrovčanin Ivan Bunić Vučić s ljubavnim pjesmama iz Zbirke pjesama plandovanja. Uz Bunića Vučića primjećuju se i ostatci petrarkizma, pogotovo u povezivanju ljubavne pjesme s udvaračkom retorikom. Karakteristike baroka u Bunić-Vučića su njegova bogata figuracija, s mnoštvom domišljatih i nategnutih metafora, antiteza ili usporedba. Nakon BV-a, osim nekoliko kraćih pjesama Ivana Gundulića, dugo vremena nije bilo lirike. Tek potkraj 17.st. ispjevao je Ignjat Đurđević opsežan ljubavni kanconijer.
- Epika – Tradiciju baroknog epa utemeljio je I. Gundulić svojim djelom Osman, a slijedilo ga je još nekoliko pjesnika: Kanavelić s djelom Sveti Ivan biskup trogirski i Kralj Koloman te Vitaljić s djelom Ostan Božje ljubavi. Gundulićev Osman prilično je moderan ep prema kriterijima svog vremena. Obrađuje vremenski aktualne događaje, a stilom pokazuje sklonost baroknoj konfiguraciji. Kompozicijski je malo neujednačen: početna i zaključna pjevanja, gdje se prati sudbina Osmana 2, pretežito su kronikalne naravi, dok su srednja pjevanja izmiješana povijesnim i kvazipovijesnim događajima sa slobodnom fabulom koja se oslanja na epizode Tassova Oslobođenja Jeruzalema.
- Drama –  U drami prednjači Dubrovnik, a najznačajnija dramska djela su tragikomedije. Najviše ih pišu Gundulić i Palmotić, a uglavnom se temelje na libretima talijanske barokne opere te najčešće obrađuju mitološke ili kvazipovijesne teme. Monolozi su većinom tematski oskudni, ali s mnoštvom stilskih figura, osobito onim zasnovanim na suprotnosti. Potkraj 17. st. prevladavaju prozne komedije na koje, malo zakašnjelo, utječe talijanska komedija umijeća. Dramsko, lirsko kao i epsko pjesništvo uglavnom je svjetovne tematike.

Osim navedenih, važni barokni književnici u Hrvatskoj su i pripadnici Ozaljskog kruga: Ljudi okupljeni oko Ozlja, najznačajnija imena Fran Krsto Frankapan, Katarina Zrinski i Petar Zrinski. Uočili su problem narječja te predlagali da se sva narječja uklope u jezik. Problem te ideje bio je izgovor, jezik tako načinjen bio bi umjetan. To je razlog zbog kojeg se to nije moglo održati. To je važna stvar na putu do hrvatskog jezika.

## Vanjske poveznice
- Kultura Baroka i Rokokoa.
- Rječnik povijesnih ideja:  Arhivirana inačica izvorne stranice od 18. rujna 2009. (Wayback Machine) Barok u književnosti.
- Najveća djela barokne književnosti.
- Webmuseum Pariz.
- Sicilijanski barok.
- Barok na "History of Art".  Arhivirana inačica izvorne stranice od 30. listopada 2010. (Wayback Machine)
- Eseji o baroknoj umjetnosti Autor: John Haber.
- Barokni simbolizam.[neaktivna poveznica]
- Barokni stil i utjercaj Luja XIV.